# 웬즈데이 (드라마)
《웬즈데이》(영어: Wednesday)는 찰스 아담스가 창조한 캐릭터 웬즈데이 아담스를 바탕으로 한 미국의 초자연 미스터리 코미디 텔레비전 시리즈이다. 앨프리드 고프와 마일스 밀러가 제작하였으며, 제나 오르테가가 주인공을 연기하고, 그웬돌린 크리스티, 리키 린드홈, 제이미 맥셰인, 헌터 두한, 퍼시 하인스 화이트, 엠마 마이어스, 조이 선데이, 조지 파머, 나오미 J. 오가와, 크리스티나 리치, 무사 모스타파가 조연으로 출연한다. 첫 번째 시즌 8개 에피소드 중 4개는 총괄 프로듀서이기도 한 팀 버튼이 연출하였다. 첫 번째 시즌은 새로운 학교에서 살인 미스터리를 해결하려고 시도하는 웬즈데이 아담스를 중심으로 전개된다.
버튼은 이전에 1991년 영화 《아담스 패밀리》의 연출을 제안받았고, 나중에는 아담스 패밀리를 소재로 한 스톱 모션 애니메이션 영화에 참여했지만 제작이 취소되었다. 2020년 10월, 그가 텔레비전 시리즈를 연출한다고 보도되었으며, 이후 넷플릭스로부터 시리즈 제작 주문을 받았다. 오르테가는 캐릭터의 라티나 헤리티지를 표현하기 위해 일부 캐스팅되었다. 1991년 영화와 1993년 속편 《아담스 패밀리 2》에서 웬즈데이를 연기했던 리치는 버튼의 요청으로 조연 역할로 시리즈에 합류했다. 촬영은 2021년 9월부터 2022년 3월까지 루마니아에서 진행되었다.
《웬즈데이》는 2022년 11월 16일에 프리미어되었으며, 11월 23일 넷플릭스에서 공개되어 비평가들로부터 긍정적인 평가를 받았다. 오르테가의 연기는 비평가들의 찬사를 받았다. 공개 3주 내에 넷플릭스에서 두 번째로 많이 시청된 영어권 시리즈가 되었다. 텔레비전 시리즈 부문 - 뮤지컬 또는 코미디와 오르테가의 여우주연상 - 텔레비전 시리즈 뮤지컬 또는 코미디 부문으로 골든 글로브상 두 개 부문에 노미네이트되었다. 또한 프라임타임 에미상 4개 부문을 수상했으며, 오르테가는 코미디 시리즈 부문 작품상과 코미디 시리즈 부문 여우주연상에 노미네이트되었다. 2023년 1월, 두 번째 시즌 제작이 결정되었으며, 2025년 8월 6일에 프리미어되었다. 후반부는 9월 3일에 공개될 예정이다. 2025년 7월, 세 번째 시즌 제작이 결정되었다.

## 전제
웬즈데이 아담스는 남자 수구팀이 자신의 남동생 퍽슬리를 괴롭히는 것에 대한 보복으로 학교 수영장에 살아있는 피라냐를 풀어넣은 후 학교에서 퇴학당한다. 결과적으로, 그의 부모인 고메즈와 모티시아 아담스는 그를 버몬트주 제리코 마을에 있는 괴물 같은 별종들을 위한 사립학교인 네버모어 아카데미로 전학시킨다. 이 학교는 그들의 고등학교 모교이다. 웬즈데이의 차가우며 감정이 없는 성격과 반항적인 본성으로 인해 그는 학교 친구들과 어울리기 어려워하고 학교 교장 라리사 웸스와 마찰을 빚는다. 그러나 그는 어머니의 초능력을 물려받았다는 것을 발견하게 되며, 이를 통해 지역의 살인 미스터리를 해결한다.
두 번째 시즌에서 웬즈데이는 네버모어로 돌아와 자신의 초능력을 발달시키는 한편 새로운 괴롭힘꾼과 맞서고 룸메이트의 죽음을 막아야 한다. 또한 퍽슬리가 네버모어에 입학하며 웸스의 후임인 배리 도르트가 모티시아에게 기금 모금 역할을 맡기길 원한다.

## 출연진

### 주연
- 제나 오르테가/카리나 바라디(아역) - 웬즈데이 아담스 역
- 그웬돌린 크리스티/올리버 위컴(아역) - 러리사 윔스 역
- 리키 린드홈 - 밸러리 킨봇 역
- 제이미 맥셰인 - 도너번 갤핀 역
- 헌터 두핸 - 타일러 갤핀 역
- 퍼시 하인스 화이트 - 제이비어 소프 역
- 엠마 마이어스 - 에니드 싱클레어 역
- 조이 선데이 - 비앙카 바클리 역
- 조지 파머 - 에이잭스 페트로폴루스 역
- 나오미 J. 오가와 - 요코 다나카 역
- 크리스티나 리치 - 메릴린 손힐 / 로럴 게이츠 역
- 무사 모스타파 - 유진 오팅어 역

### 조연
- 빅터 도로반투 - 싱 역
- 루반다 우나티 루이스냐워 - 리치 산티아고 역
- 캘럼 로스 - 로언 래즐로 역
- 이만 마슨 - 루커스 워커 역
- 조나 디아스 왓슨 - 디비나 역
- 올리버 왓슨 - 켄트 역
- 세사르 그루마제스쿠 - 블라드 코치 역
- 토미 얼 젱킨스 - 노블 워커 시장 역

### 단역
- 캐서린 지타존스/그웬 존스(아역) - 모티샤 아담스 역
- 루이스 구스만/루시어스 호요스(아역) - 고메즈 아담스 역
- 아이작 오르도네스 - 퍼그즐리 아담스 역
- 프레드 아미슨 - 페스터 삼촌 역
- 윌리엄 휴스턴 - 조지프 크랙스턴 역

## 에피소드
| 시즌 | 시즌 | 회수 | 방송 날짜        | 방송 날짜 |
| 시즌 | 시즌 | 회수 | 시즌 시작        | 시즌 종료 |
| ---- | ---- | ---- | ---------------- | --------- |
|      | 1    | 8    | 2022년 11월 23일 | 추후 공개 |
|      | 2    | 8    | 추후 공개        | 추후 공개 |

### 시즌 1 (2022)
| 전체 번호 | 시즌 번호 | 제목                                                          | 감독          | 작가                                   | 본 방송 날짜     |
| --- | --------- | ------------------------------------------------------------- | ------------- | -------------------------------------- | ---------------- |
| 1 | 1         | "수요일의 아이는 울적하다" "Wednesday's Child Is Full of Woe" | 팀 버튼       | 앨프리드 고프 & 마일스 밀러            | 2022년 11월 23일 |
| 고등학생인 웬즈데이 아담스는 사물함에 묶여 있는 남동생 퍽슬리를 발견한다. 그는 퍽슬리를 괴롭힌 가해자들의 초자연적 환상을 보고, 그들을 죽이려 시도하여 결국 퇴학당한다. 그의 부모인 모티시아와 고메즈는 웬즈데이를 자신들의 모교이자 버몬트주 제리코에 있는 별종들을 위한 학교인 네버모어 아카데미에 입학시키기로 결정한다. 한편, 네버모어 근처에서 한 등반객이 정체불명의 괴물에게 살해당한다. 웬즈데이의 부모는 그를 지켜보라고 의식을 가진 분리된 손인 씽을 풀어준다. 그는 자신과 정반대이며 완전히 변신한 적이 없는 늑대인간인 룸메이트 이니드를 만나고, 인기 있는 소녀 비앙카가 로완이라는 소년을 괴롭히자 그와 결투를 벌인다. 나중에 웬즈데이는 떨어지는 가고일에 의해 거의 죽을 뻔하지만 비앙카의 전 남자친구 자비에르에게 구해진다. 법원 명령으로 받는 치료 세션에서 탈출한 후, 웬즈데이는 "평범이" 바리스타인 타일러를 만나고, 그는 그녀가 네버모어에서 탈출하는 것을 도와주겠다고 동의한다. 그러나 웬즈데이는 교장 라리사 웸스에게 붙잡혀 학교로 다시 끌려간다. 나중에 타일러와 웬즈데이는 지역 카니발에서 만나고, 웬즈데이는 로완의 죽음에 대한 환상을 본다. 로완은 웬즈데이를 죽이려 시도하지만 괴물에게 살해당하며, 이로 인해 웬즈데이는 목숨을 구한다. |           |                                                               |               |                                        |                  |
| 2 | 2         | "가장 외로운 사람" "Woe Is the Loneliest Number"              | 팀 버튼       | 앨프리드 고프 & 마일스 밀러            | 2022년 11월 23일 |
| 웬즈데이는 회의적인 갤핀 보안관에게 연쇄 살인의 가해자가 괴물이라고 확신시킨다. 갑자기 로완이 아무 상처 없이 다시 나타난다. 웬즈데이는 자신의 정신상태를 의심하고 살인 사건을 직접 조사하기로 결정한다. 그는 캠퍼스를 돌아다니며 로완에 대해 문의하고 그가 퇴학당했다는 말을 듣는다. 한편, 웸스는 웬즈데이의 환상들에 대해 걱정하며 그를 면밀히 감시한다. 웬즈데이는 학교를 떠나는 방어적인 로완과 대면하고 씽을 보내 그를 따라가게 한다. 씽은 그를 놓치고, 로완은 그로 변신한 웸스 교장으로 밝혀진다. 웬즈데이는 옛 학생회에 속한 책에 대한 환상을 본다. 책을 찾는 과정에서 그는 비앙카가 다가오는 학생 토너먼트를 조작할 계획을 세우는 것을 엿듣는다. 웬즈데이는 이니드와 함께 비앙카를 무찌르고 토너먼트에서 승리한다. 나중에 웬즈데이는 학교 내의 숨겨진 도서관을 발견하지만 엘리트 학생회인 까마중회 멤버들에게 붙잡힌다. |           |                                                               |               |                                        |                  |
| 3 | 3         | "친구냐 고독이냐" "Friend or Woe"                             | 팀 버튼       | 케일라 알퍼트                          | 2022년 11월 23일 |
| 웬즈데이는 비앙카와 자비에르를 포함한 까마중회 멤버들에게 둘러싸인 채 묶여 있는 자신을 발견한다. 웬즈데이는 자력으로 탈출하여 도서관을 떠나면서 책 중 하나를 가져간다. 웸스는 웬즈데이에게 노블 워커 시장이 주관하는 다가오는 마을 의식에 고등학교 밴드와 함께 참석하라고 명령한다. 훔친 책의 그림이 그를 지역 박람회의 전시회로 이끌고, 그곳에서 그는 자신의 환상에서 보았던 소녀의 그림을 발견한다. 숲에서 웬즈데이는 그 소녀—자신의 조상으로 여겨지는—가 마을 창설자 조셉 크랙스톤의 손에 의한 마을 별종들의 처형에서 탈출하는 환상을 본다. 웬즈데이는 괴물에게 기습당하고, 발자국을 통해 그것이 인간으로 변신한다는 것을 발견한다. 마을로 돌아와서 웬즈데이는 씽으로 하여금 조셉 크랙스톤의 기념 동상을 파괴하게 하여 의식을 방해하고 웸스 교장에게 꾸중을 듣는다. 숲의 범죄 현장을 조사하던 중 경찰은 괴물을 촬영한 사진이 들어있는 카메라를 발견한다. |           |                                                               |               |                                        |                  |
| 4 | 4         | "우울하고 멋진 밤" "Woe What a Night"                         | 팀 버튼       | 케일라 알퍼트                          | 2022년 11월 23일 |
| 웬즈데이와 씽은 검시관 사무실에 침입하여 괴물 희생자들의 파일을 복사한다. 패턴을 찾으려고 노력하면서 그는 각 희생자가 신체 부위를 외과적으로 제거당했다는 것을 발견한다. 웬즈데이는 자비에르를 의심하게 되어 그의 미술 작업실로 따라가고, 그곳에서 괴물의 여러 그림들을 발견하여 괴물의 동굴로 이끌린다. 그곳에서 그는 괴물의 발톱 하나를 회수하여 DNA 대조를 위해 갤핀 보안관에게 준다. 웬즈데이와 타일러는 함께 학교 댄스 파티에 참석한다. 한편, 웬즈데이의 수사 작업을 알고 있는 급우 유진은 정체불명의 망토를 쓴 인물이 괴물의 동굴을 폭파시키는 것을 목격한다. 댄스 파티는 워커 시장의 아들 루카스에 의해 중단되는데, 그는 웬즈데이가 마을 의식을 방해한 것에 대한 보복으로 건물의 화재 스프링클러를 작동시켜 가짜 피를 뿌린다. 웬즈데이는 유진이 위험에 처했다고 감지하고 숲으로 향하지만, 괴물에게 중상을 입은 그를 발견할 뿐이다. |           |                                                               |               |                                        |                  |
| 5 | 5         | "불행 심은 데 불행 난다" "You Reap What You Woe"              | 간자 몬테이로 | 에이프릴 블레어                        | 2022년 11월 23일 |
| 32년 전, 고메즈 아담스는 조셉 크랙스톤의 후손인 개릿 게이츠를 살해한 혐의로 네버모어에서 체포되었다. 현재, 아담스 가족은 네버모어의 학부모 주말에 웬즈데이를 방문한다. 웬즈데이가 부모들에게 살인 혐의에 대해 따질 때 가족 치료 세션이 중단된다. 한편, 갤핀 보안관은 검시관이 게이츠의 부검 보고서를 조작했다고 인정한 후 자살했다는 것을 알게 된다. 갤핀은 고메즈가 유죄라고 결론내리고 그를 체포한다. 감옥에서 고메즈는 웬즈데이에게 자신이 실수로 개릿을 죽인 모티시아를 보호하고 있었다고 밝힌다. 웬즈데이와 모티시아는 개릿의 무덤을 파헤쳐 그가 모티시아가 칼로 찌르기 전에 치명적인 독에 중독되었다는 것을 발견하지만 경찰에게 발각되어 체포된다. 나중에 그들은 워커 시장과 대면하고, 그는 개릿이 아버지의 별종에 대한 증오로 인해 학교 전체를 독살하려 했다고 밝힌다. 워커 시장은 개릿의 동기를 은폐했다고 인정한 후 고메즈를 석방하기로 동의한다. 네버모어로 돌아와서 웸스 교장은 학교의 논란을 피하기 위한 노력으로 변신술을 사용하여 로완의 죽음을 은폐했다고 마지못해 인정한다. |           |                                                               |               |                                        |                  |
| 6 | 6         | "못되게 굴 때 생기는 일" "Quid Pro Woe"                       | 간자 몬테이로 | 에이프릴 블레어                        | 2022년 11월 23일 |
| 웬즈데이는 크랙스톤을 죽인 조상이자 동료 초능력자인 구디 아담스를 불러내려고 시도한다. 깜짝 생일파티 도중 웬즈데이는 구디의 환상을 보고, 구디는 그에게 게이츠 저택을 찾아가라고 지시한다. 그곳에서 그는 워커 시장이 건물을 떠나는 것을 목격하고 그의 차에 몰래 탄다. 마을로 돌아온 후 워커 시장은 차에 치여 중상을 입는다. 웸스 교장은 학교를 봉쇄하고 웬즈데이가 캠퍼스를 떠나는 것을 금지한다. 타일러와 이니드의 도움으로 그는 탈출하여 게이츠 저택으로 돌아간다. 그곳에서 그들은 개릿의 여동생이자 오랫동안 죽은 것으로 여겨진 로렐 게이츠가 여전히 살아있을 수도 있다는 증거를 발견한다. 그들은 지하실에서 괴물 희생자들의 절단된 신체 부위들을 발견하지만 괴물의 기습을 받아 도망쳐야 한다. 웬즈데이는 갤핀을 지하실로 안내하지만 그곳이 비어있는 것을 발견한다. 웬즈데이는 수사를 계속하기 위해 웸스 교장이 자신을 퇴학시키지 않도록 설득한다. 병원에서 정체불명의 인물이 워커 시장을 살해한다. |           |                                                               |               |                                        |                  |
| 7 | 7         | "아직도 나를 모른다면 너의 손해" "If You Don't Woe Me by Now" | 제임스 마셜   | 앨프리드 고프 & 마일스 밀러, 맷 램버트 | 2022년 11월 23일 |
| 워커 시장의 장례식에서 웬즈데이는 숨어있는 인물을 발견하고 숲으로 쫓아간다. 그 인물은 페스터 삼촌으로 밝혀지고, 그는 웬즈데이에게 그가 조사하던 괴물이 하이드라고 설명한다. 그들은 함께 까마중회 도서관에서 일기를 회수하고, 하이드는 항상 주인이 있어야 한다는 것을 밝혀낸다. 나중에 그들은 자비에르를 추적하여 따라가고, 그가 숲에서 웬즈데이의 치료사인 킨봇 박사와 만나는 것을 목격한다. 타일러와의 중단된 데이트에서 돌아온 후, 웬즈데이는 자신의 기숙사 방이 파괴되고 일기가 도난당하며 씽이 중상을 입은 것을 발견한다. 로렐 게이츠에 대한 조사 결과 그가 살아있으며 하이드의 주인이라는 것이 밝혀진다. 웬즈데이는 처음에 킨봇 박사를 의심하지만, 킨봇은 하이드에게 살해당한다. 경찰이 하이드라고 웬즈데이가 믿고 있는 자비에르를 체포하러 온다. 웬즈데이는 타일러와 만나 그에게 키스하지만 갑자기 그가 하이드라는 환상을 보고 도망친다. |           |                                                               |               |                                        |                  |
| 8 | 8         | "어둠의 무리" "A Murder of Woes"                              | 제임스 마셜   | 앨프리드 고프 & 마일스 밀러            | 2022년 11월 23일 |
| 웬즈데이와 그의 급우들은 타일러를 납치하여 자백하게 만들려고 한다. 웬즈데이는 체포되고 타일러는 은밀히 웬즈데이에게 자신이 하이드라고 인정한다. 웬즈데이와 웸스는 혼수상태에서 깨어난 유진을 병원에서 만난다. 괴물의 동굴에서 그가 본 인물에 대한 그의 설명은 네버모어의 교사인 손힐 선생과 일치한다. 웬즈데이와 타일러로 변장한 웸스는 손힐이 자신이 로렐 게이츠라고 자백하게 하고, 그가 조셉 크랙스톤을 부활시켜 모든 별종들을 전멸시키기 위해 타일러를 조종하여 희생자들을 죽이게 했다고 고백하게 한다. 로렐은 웸스를 죽이고 웬즈데이를 기절시킨다. 웬즈데이의 피와 도난당한 신체 부위들을 사용하여 로렐은 크랙스톤을 부활시키고, 크랙스톤은 웬즈데이를 찔러 죽게 내버려 두지만 구디가 나타나 그를 치료한다. 웬즈데이를 돕기 위해 달려온 이니드는 마침내 늑대인간으로 각성, 변신하여 하이드 형태의 타일러를 물리친다. 비앙카의 도움으로 웬즈데이는 크랙스톤을 파괴하여 죽이고, 유진은 자신의 벌들의 도움으로 로렐을 물리친다. 자비에르는 감옥에서 석방되고, 타일러는 구금되며, 웬즈데이는 남은 학기 동안 문을 닫는 네버모어 아카데미를 떠난다. |           |                                                               |               |                                        |                  |

### 시즌 2 (2025)
| 파트 1 |   |                                                           |               |                                                |                |
| 9 | 1 | "새로운 시작은 울적하게" "Here We Woe Again"              | 팀 버튼       | 앨프리드 고프 & 마일스 밀러                    | 2025년 8월 6일 |
| 웬즈데이는 네버모어로 돌아와 자신이 유명인사가 되었다는 것을 발견한다. 새로운 교장 배리 도트는 그에게 학년 시작 모닥불에서 우등생 자리를 제안한다. 기숙사에서 그는 자신에게 스토커가 있다는 것을 깨닫는다. 도트는 모티시아가 기금 모금 위원회를 이끌도록 설득한다. 사립 탐정 칼 브래드버리가 까마귀 떼에 의해 "살해"된 후, 전직 보안관 갤핀은 웬즈데이에게 사건 해결을 도와달라고 요청하지만 그녀는 작년의 그의 행동 때문에 거절한다. 도트는 비앙카에게 최면술을 사용하여 학교를 위한 기금을 마련하라고 압력을 가한다. 자비에르는 웬즈데이에게 한쪽 눈이 먼 까마귀를 그린 그림을 보낸다. 웬즈데이의 스토커가 그의 원고를 훔친다. 모닥불 한가운데서 원고를 되찾은 후, 웬즈데이는 학교를 구한 것에 대한 모든 찬사를 공개적으로 거부하고 성난 채로 떠난다. 위험한 발명품으로 인해 죽은 시계태엽 심장을 가진 전 학생에 대해 들은 후, 퍽슬리는 실수로 그 학생을 좀비로 되살린다. 이니드는 웬즈데이를 쫓아가지만, 웬즈데이는 까마귀들이 들끓는 묘지에서 이니드의 묘비석 환상을 본 후 쓰러진다. |   |                                                           |               |                                                |                |
| 10 | 2 | "내가 아는 악마" "The Devil You Woe"                      | 파코 카베자스 | 맷 램버트                                      | 2025년 8월 6일 |
| 웬즈데이는 갤핀이 자신의 집에서 까마귀들에게 살해된 것을 발견하고, 그의 초능력이 작동하지 않는다. 네버모어의 장난의 날 동안, 웬즈데이는 갤핀의 눈 하나가 자신과 이니드의 기숙사 방에 놓여진 것을 발견한다. 퍽슬리는 자신이 사슬로 묶어 애완동물로 기르고 있는 좀비 슬러프를 유진에게 보여주지만, 좀비가 결국 탈출한다. 웬즈데이는 타일러가 수용되어 있는 윌로우 힐 정신병원에 간다. 타일러의 정신과 의사인 레이첼 페어번 박사를 만난 후, 웬즈데이는 타일러에게 그의 아버지의 죽음에 대해 말한다. 이니드와 그의 늑대인간 짝사랑 상대 브루노가 납치되고, 웬즈데이는 일련의 수수께끼를 해결하여 그들을 해방시킨다. 투명 능력을 가진 학생 아그네스 드밀이 수수께끼 뒤의 스토커로 자신을 드러내지만, 갤핀 살인에는 연루되지 않았다고 부인한다. 비앙카는 모티시아가 소원해진 어머니에게 기부를 요청하도록 설득하려 하지만, 모티시아는 거절한다. 비앙카가 도트가 자신의 사이렌 능력의 영향으로부터 보호받고 있다는 것을 알게된 후, 모티시아에게 자신의 능력을 사용한다. 씽은 웬즈데이에게 모티시아가 구디 아담스의 책을 가져갔다고 인정한다. |   |                                                           |               |                                                |                |
| 11 | 3 | "고통의 부름" "Call of the Woe"                           | 파코 카베자스 | 발렌티나 가르사                                | 2025년 8월 6일 |
| 웬즈데이는 갤핀의 전화 기록을 확인하여 칼과 갤핀이 만남의 장소로 사용했던 사냥용 오두막인 "불펜"에 대해 알게 된다. 웬즈데이는 조사를 위해 네버모어의 첫 캠핑 여행에 참석하기로 결정하지만, 그의 부모도 보호자로 함께 온다. 퍽슬리는 슬러프가 혼자 남겨지지 않도록 데려온다. 이중 예약으로 인해 네버모어는 캠프장 사용을 위해 피닉스 사관생도들과 경쟁하게 되고, 네버모어가 깃발 뺏기 도전에서 승리한다. '불펜'에서 웬즈데이는 윌로우 힐의 별종 환자들의 죽음에 관한 수년간의 신문 기사들과 벽에 칠해진 "LOIS"라는 이름을 발견한다. 구디의 책을 되찾기 위해 웬즈데이는 모티시아에게 눈을 가리고 하는 결투를 제안한다. 모티시아는 자신이 이기면 책을 태울 수 있다는 조건으로 수락하고, 대결은 그녀의 승리로 끝난다. 피닉스 사관생도들이 캠프장을 급습하려 할 때, 그들은 실수로 슬러프를 풀어주고, 슬러프는 그 과정에서 그들의 대장을 죽인다. 웬즈데이가 슬러프를 제지한 후, 좀비는 로렐 게이츠 역시 새로운 환자로 있는 윌로우 힐로 이송된다. |   |                                                           |               |                                                |                |
| 12 | 4 | "고통이 스스로 말할 수 있다면" "If These Woes Could Talk" | 팀 버튼       | 로런 오테로                                    | 2025년 8월 6일 |
| 웬즈데이는 윌로우 힐 사망 진단서들이 현재 그곳의 환자인 어거스터스 스톤허스트에 의해 서명되었다는 것을 발견한다. 페스터는 "LOIS"에 대해 알아내기 위해 윌로우 힐에 잠입한다. 할머니 프럼프가 구디의 책을 웬즈데이에게 돌려주면 네버모어에 기부하겠다고 제안하지만, 모티시아는 책을 태워버린다. 진실을 알아내려는 페스터의 시도는 좌절되어 슬러프와 함께 감금되지만, 웬즈데이가 그를 구출하고 슬러프가 탈출하게 된다. 웬즈데이와 페스터는 LOIS(Long-term Outcast Integration Study, 별종 통합을 위한 장기 연구)가 사람의 이름이 아닌 별종들의 능력을 일반인들에게 전달하는 비밀 프로그램이며, 죽었다고 여겨진 윌로우 힐 환자들이 정체불명의 여성을 포함하여 여전히 포로로 붙잡혀 있다는 것을 발견한다. 페어번 박사의 조수이자 스톤허스트의 딸인 주디 스패너겔은 새들을 조종할 수 있는 조류인간이 되기 위한 자신의 실험을 공개한다. 페스터가 LOIS 억류자들을 해방시킨 후, 슬러프는 페어번 박사와 스톤허스트를 죽여 자신의 재생을 더욱 촉진시키고 말을 할 수 있게 된다. 로렐은 타일러를 해방시키지만, 하이드 형태의 타일러가 그를 죽인다. 웬즈데이가 수수께끼의 여성이 탈출하는 것을 도울 때, 타일러는 웬즈데이를 창밖으로 던지고 탈출하여 웬즈데이에게 중상을 입힌다. |   |                                                           |               |                                                |                |
| 파트 2 |   |                                                           |               |                                                |                |
| 13 | 5 | "추후 공개"                                               | 안젤라 로빈슨 | 에리카 바스케스 & 시에나 버터필드              | 2025년 9월 3일 |
| 14 | 6 | "추후 공개"                                               | 안젤라 로빈슨 | 앨프리드 고프 & 마일스 밀러, 케일라 알퍼트     | 2025년 9월 3일 |
| 15 | 7 | "추후 공개"                                               | 팀 버튼       | 추후 공개                                      | 2025년 9월 3일 |
| 16 | 8 | "추후 공개"                                               | 팀 버튼       | 앨프리드 고프 & 마일스 밀러, 제임스 마데이스키 | 2025년 9월 3일 |